# Dzsardzsísz
Zarzis (arabul جرجيس [Dzsardzsísz]) város Tunézia déli részén, a Földközi-tenger partján.

## Fekvése
50 km-re a líbiai határtól fekvő település.

## Története
A város a római Gergis nevű város helyére települt. Ókori emlékei nem maradtak fenn, jelentéktelen római romok azonban közelében: tőle nyugatra 6 km-re fekvő Ziane tanya közelében, keleten pedig 18 km-re a tengerparton Naouaránál találhatók.
Száraz, napos klímájának köszönhetően azonban pihenésre, kikapcsolódásra ideális vidék; kedvelt turistacélpont.
Lakóinak egy része szivacshalászatból, más része földművelésből és idegenforgalomból tartja fenn magát.

## Galéria

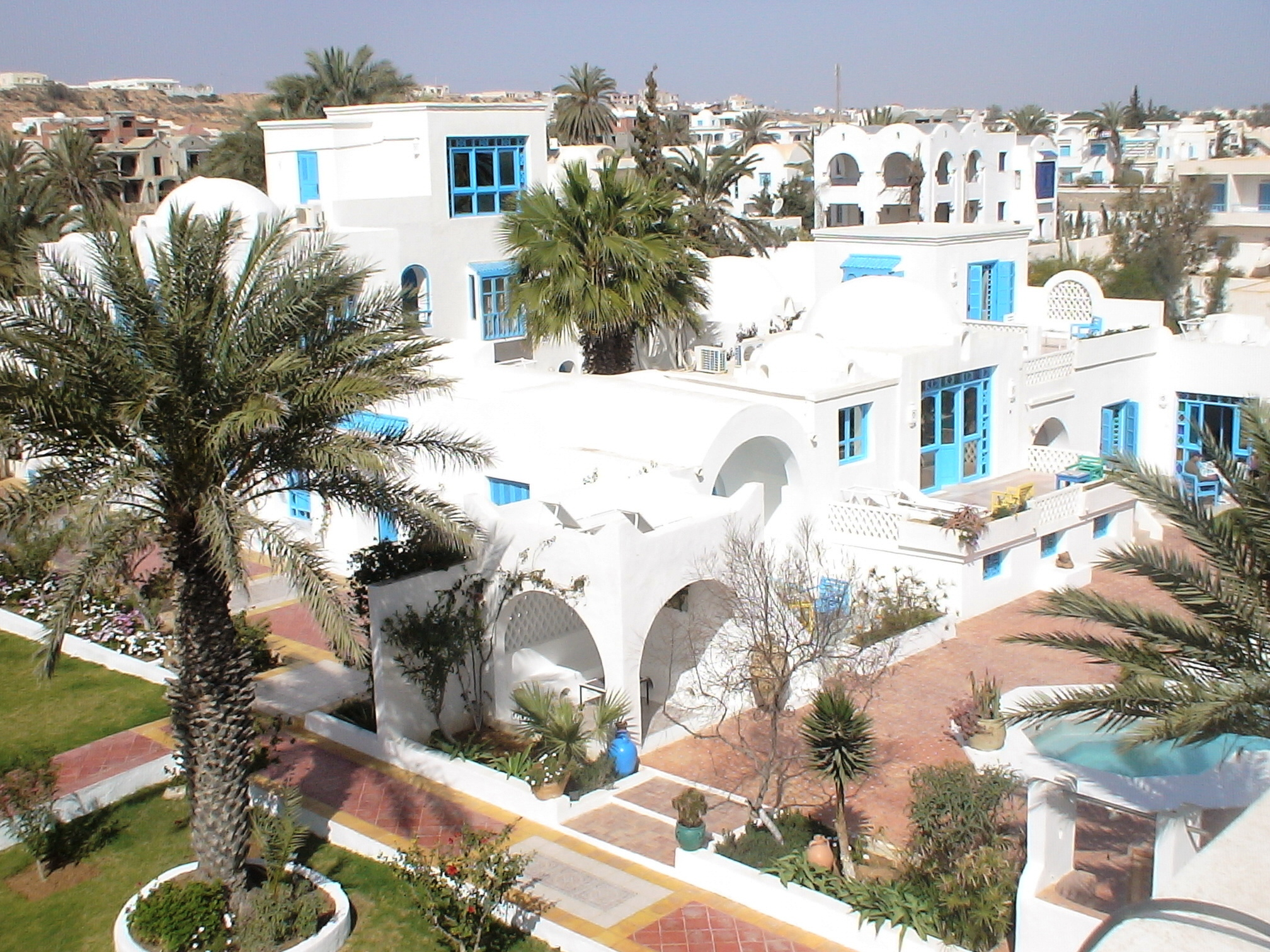
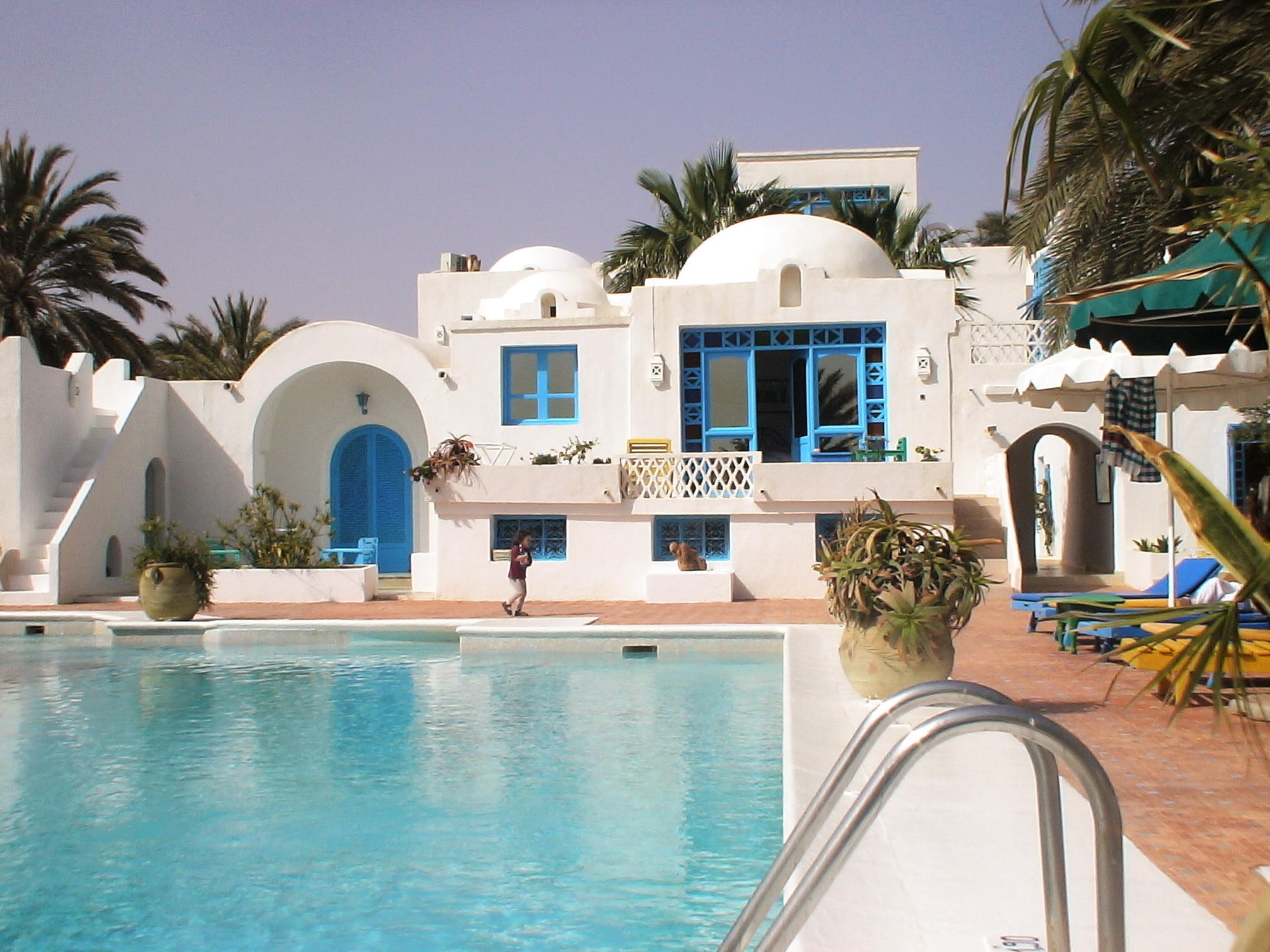
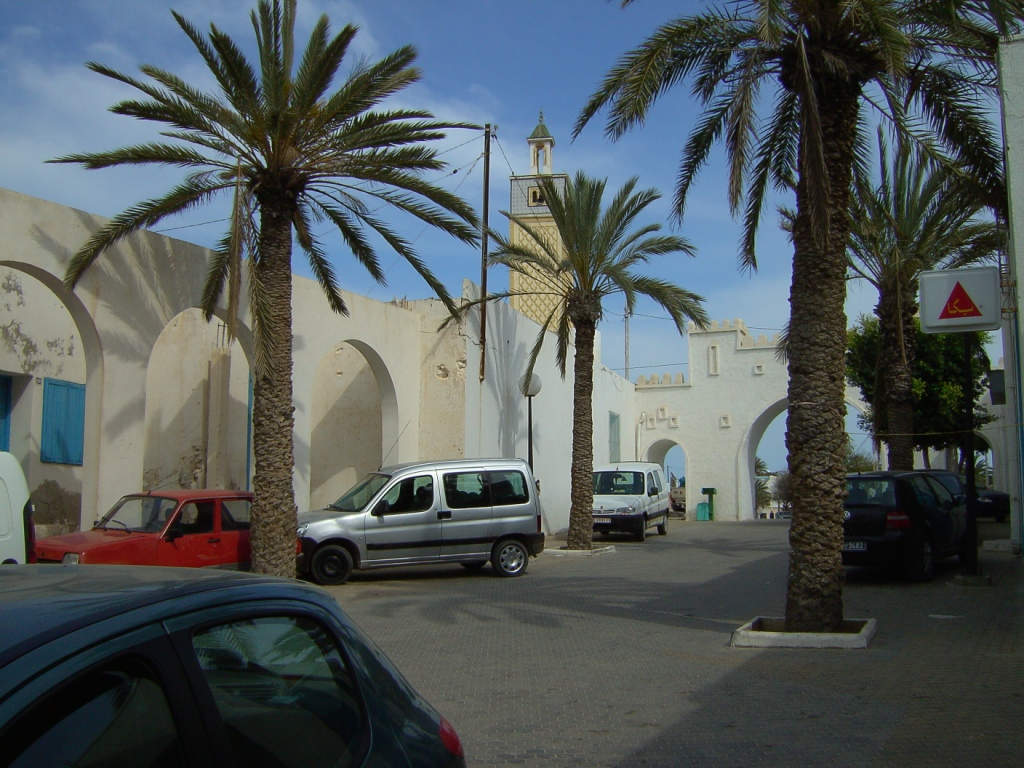
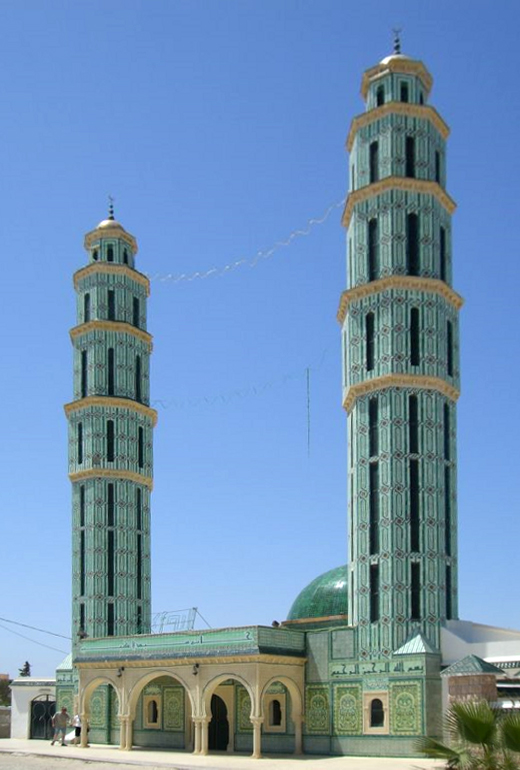
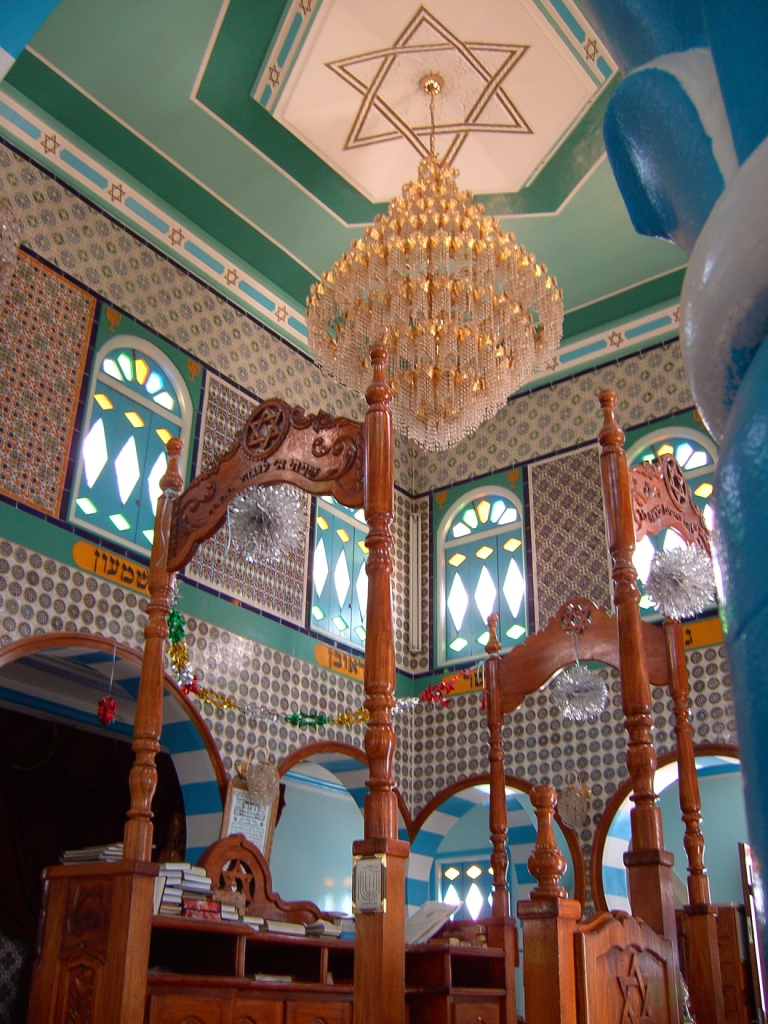
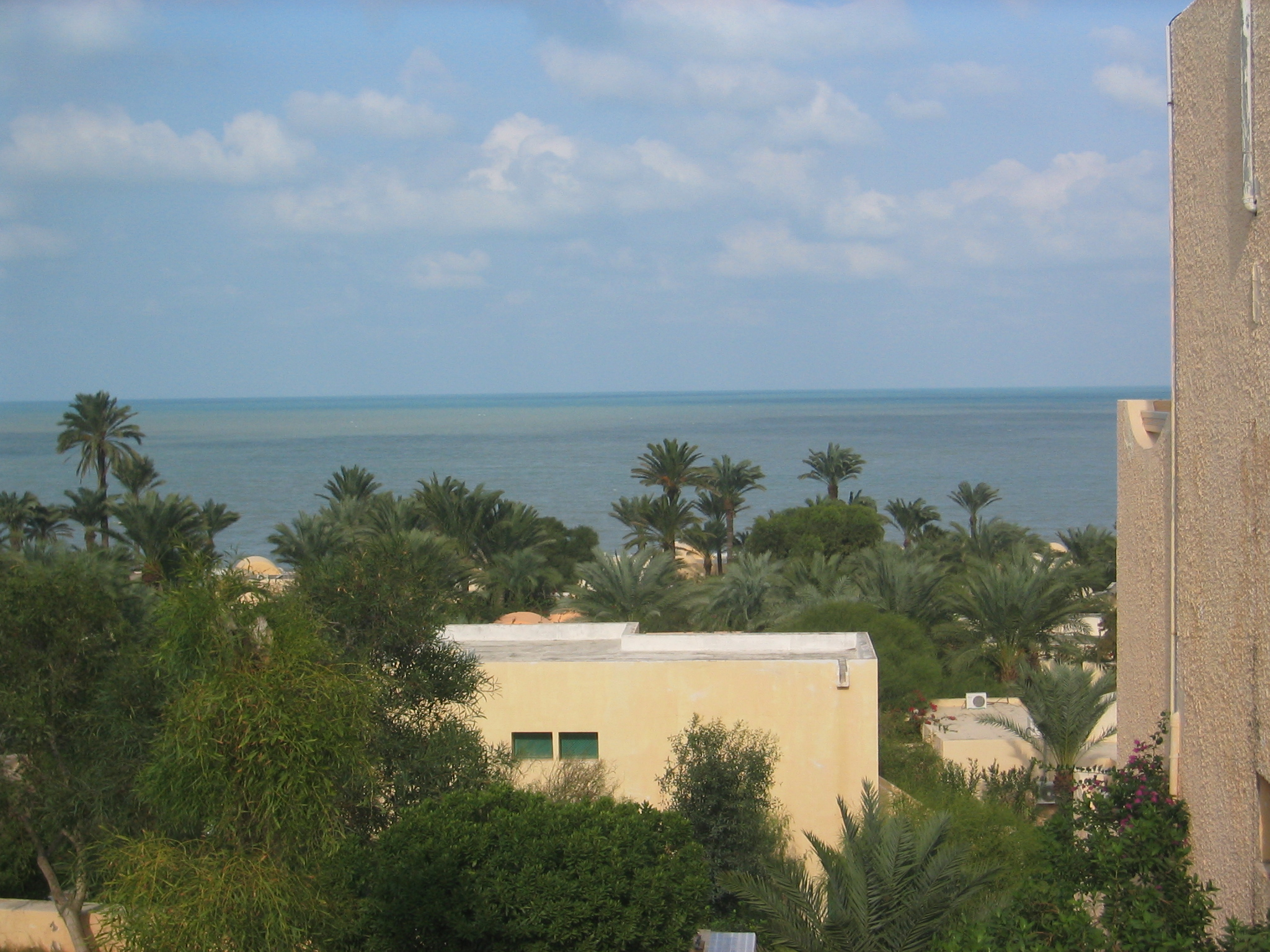
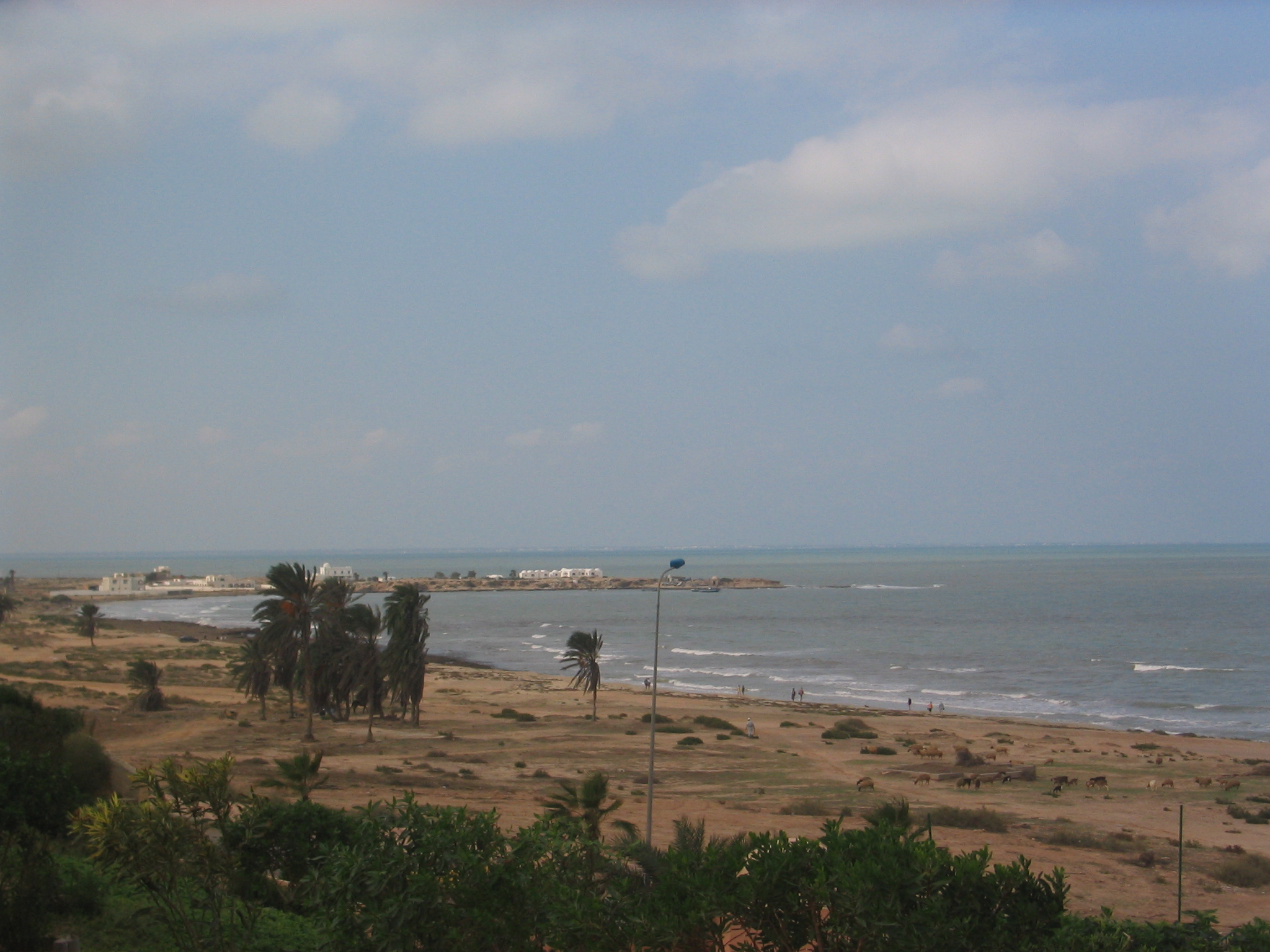
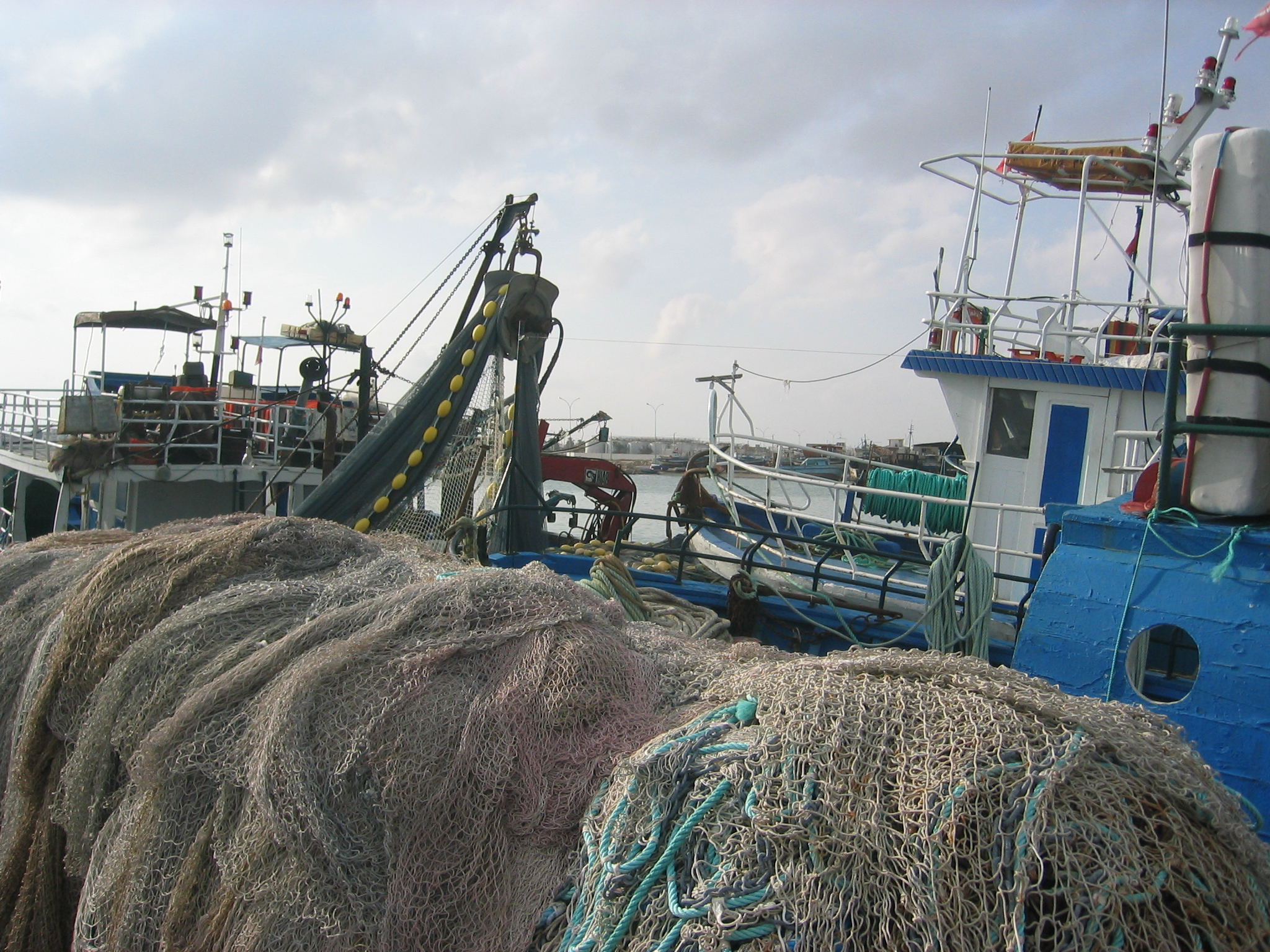
Dzsardzsisz, halászhajók a kikötőben